# Thea Arnold
Thea Arnold (11 de dezembro de 1882 – 26 de janeiro de 1966) foi uma política alemã da União Federalista que fez parte do Bundestag alemão.

## Vida
Arnold foi membro do Bundestag alemão por um mandato, de 1949 a 1953.

## Literatura
Herbst, Ludolf; Jahn, Bruno (2002).  Vierhaus, ed. Biographisches Handbuch der Mitglieder des Deutschen Bundestages. 1949–2002 (em alemão). München: De Gruyter - De Gruyter Saur. 1715 páginas. ISBN 978-3-11-184511-1